# Kurozuka
Kurozuka (黒塚, Kurotsuka) est un roman et un manga japonais écrit par Yumemakura Baku et illustré par Takashi Noguchi. Le manga a d'abord été prépubliée dans le magazine Jump Super à partir de 2003 par Shueisha et s'est terminée en décembre 2006. Un anime adapté par Madhouse a été annoncé par Animax en mai 2008 et a été diffusé entre octobre et décembre 2008, couvrant un total de 12 épisodes.

## Histoire
La série commence au XIIe siècle au Japon et est centré sur Minamoto no Yoshitsune (utilisant le pseudonyme de "Kuro", litt. "noir") et le sohei Benkei. Kuro rencontre une belle et mystérieuse femme nommée Kuromitsu alors qu'il était poursuivi par l'armée du Seii-tai-Shogun Minamoto no Yoritomo, son frère aîné qui cherche à le tuer pour consolider son pouvoir sur le Japon fraîchement conquis. 
Le manga Kurozuka s'inspire d'une pièce de théâtre Noh datant de l'époque Muromachi, elle-même basée sur un poème de Shuishû, la troisième anthologie impériale de Taira no Kanemori. Effectuant un pèlerinage au monastère de Nachi, le saint moine Yūkei 祐慶 (rôle du « waki ») fait étape à Adachi-gahara dans la région de Michinoku (au Nord du Japon). Il y fait la rencontre d'une vieille femme (rôle du « shite »). Elle accepte de lui donner l'hospitalité et de le loger pour la nuit, mais lui demande de ne pas se rendre dans une certaine pièce (neya 閨). L'un des compagnons de Yûkei brise néanmoins l'interdit. Lorsque le jeune moine (tsure) regarde à l'intérieur, il la voit alors en train de dévorer des cadavres d'êtres humains. Le manga et le Noh concordent jusque-là. Mais dans la pièce de théâtre, la vieille femme retourne à sa forme originale, celle d'un démon (kijo 鬼女). Heureusement, Yûkei la purifie en utilisant le Hôriki, les pouvoirs spirituels Bouddhistes, et c'est là que les deux histoires divergent (ce qui n'empêche pas l'animé d'agrémenter en prologue chaque épisode par un extrait du Noh Kurozuka, avec Benkei lui-même en guise d'acteur unique sur scène, qui atteindra son apogée au début du dernier épisode). 
En fait de pouvoirs démoniaques, Kuromitsu révèle sa nature immortelle, qui semble profondément liée au sang. Très vite, les trois personnages sont pris dans un triangle amoureux, et Kuromitsu devient l'amante de Kuro (au grand dam de Benkei). Abandonnant son existence précédente en tant que général samouraï célèbre et apprécié dans tout le pays, Kuro souhaite partager son destin immortel par amour pour elle, mais les sentiments refoulés de son vassal et ami de toujours les conduiront au drame. Dans un avenir lointain et post-apocalyptique, ayant vécu pendant un millier d'années, Kuro perd tous ses souvenirs sauf ceux concernant Kuromitsu et part à sa recherche en quête de réponses.

## Personnages
- Kuro (クロウ) voix de : Mamoru Miyano
- Kuromitsu (黒蜜) voix de : Romi Park
- Benkei (弁庆) voix de : George Nakata
- Karuta (歌留多) voix de : Keiji Fujiwara
- Kuon (久远) voix de : Miyu Irino
- Izana (居座鱼) voix de : Kazuhiko Inoue
- Saniwa (沙仁轮) voix de : Toshiko Fujita
- Kurumasou (车僧) voix de : Banjou Ginga
- Rai (ライ) voix de : Houko Kuwashima
- Kagetsu (花月) voix de : Kaori Yamagata
- Tonba (トンバ) voix de : Ken Uo
- Hasegawa (长谷川) voix de : Tohru Ohkawa
- Arashiyama (岚山) voix de : Shinichiro Miki
- Man in Black (黒づくめの男) voix de : Junpei Takiguchi

## Média
Manga
Kurozuka est une adaptation du roman de l'auteur Yumemakura Baku et a été illustré par Takashi Noguchi. Shueisha publie la série dans le Super Jump et elle couvre dix volumes. Le premier volume a été publié en janvier 2003 et le dernier en décembre 2006.
Anime
L'adaptation de Kurozuka en anime est produit par Madhouse et Animax. Elle a commencé le 7 octobre 2008 sur Animax et compte 12 épisodes. L'opening est "SYSTEMATIC PEOPLE" par Wagdug Futuristic. L'ending est «Hanarebanare" par Shigi.